# Mínos Mátsas & Yiós A.E.
Mínos Mátsas & Yiós A.E. (tiếng Hy Lạp: Μίνως Μάτσας & Υιός Α.Ε.) là một công ty thu âm có trụ sở tại Hy Lạp do Minos Matsas thành lập vào những năm 60 của thế kỷ 20. Công ty cũng xuất hiện dưới tên Minos Matsas & Son SA.